# Powiat dziśnieński

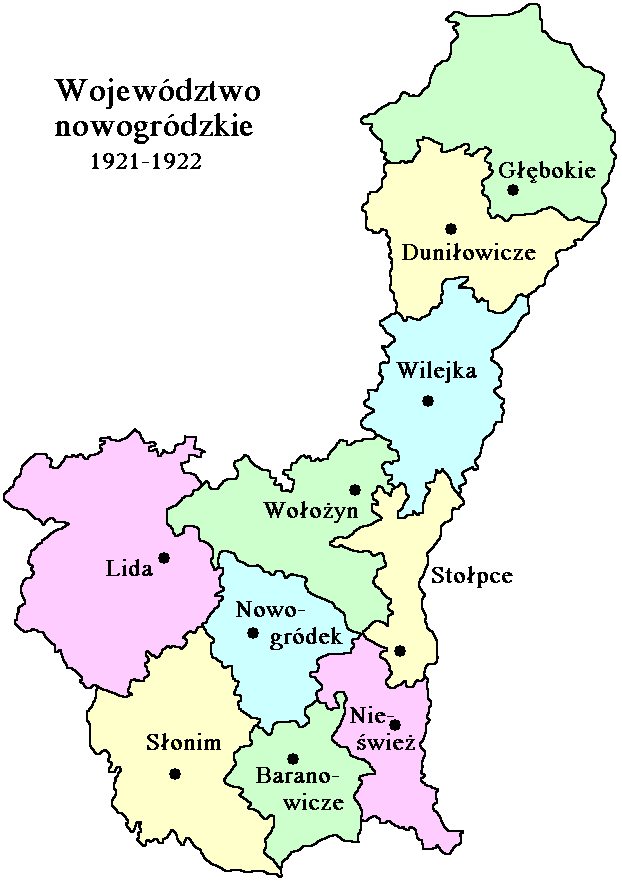
Powiat w woj. nowogródzkim przed przyłączeniem Litwy Środkowej do Polski

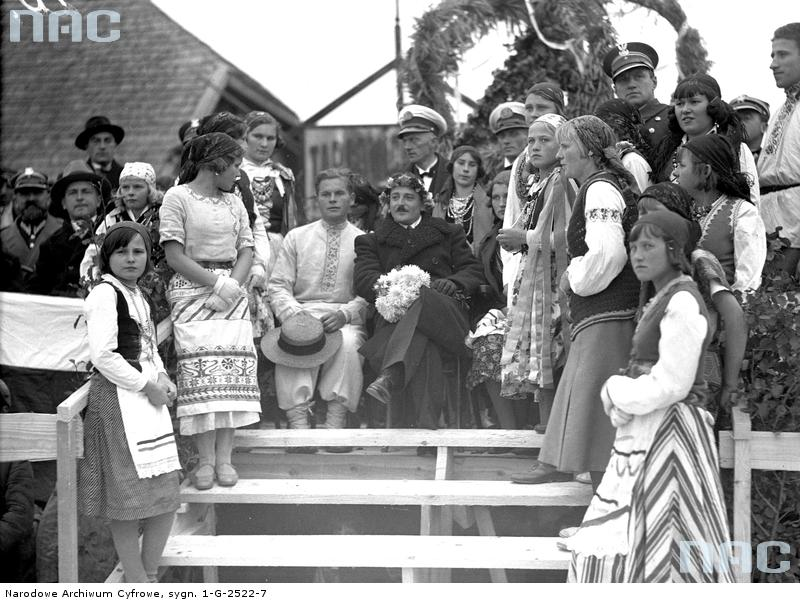
Dożynki w Głębokiem w 1934 r., siedzi po prawej starosta Ludwik Muzyczka

Powiat dziśnieński – powiat pod Zarządem Cywilnym Ziem Wschodnich od 24 października 1919 r., został włączony do Okręgu Wileńskiego. Tymczasową siedzibą władz powiatu zostało Głębokie. 7 listopada 1920 r. pod Zarządem Terenów Przyfrontowych i Etapowych z powiatu wyłączono gminy: Postawy i Łuck do nowo utworzonego powiatu duniłowickiego. Następnie od 19 lutego 1921 r. w województwie nowogródzkim II Rzeczypospolitej. Jego siedzibą było miasto Głębokie. 13 kwietnia 1922 r. wyłączono powiat dziśnieński z województwa nowogródzkiego i przyłączono do Ziemi Wileńskiej, z której 20 stycznia 1926 r. utworzono województwo wileńskie.
W skład powiatu wchodziło 21 gmin, 2 miasta i 1 miasteczko.
W okresie I Rzeczypospolitej starostwo dziśnieńskie z siedzibą w Dziśnie znajdowało się w województwie połockim Wielkiego Księstwa Litewskiego. W wyniku II rozbioru Polski tereny powiatu (ujezdu) znalazły się w granicach guberni mińskiej Imperium Rosyjskiego, a od 10 stycznia 1843 r. guberni wileńskiej.

## Demografia
Według tezy Alfonsa Krysińskiego i Wiktora Ormickiego, terytorium powiatu wchodziło w skład tzw. zwartego obszaru białorusko-polskiego, to znaczy prawosławna ludność białoruska zamieszkiwała jedynie tereny wiejskie, zaś w większych miejscowościach dominowali Polacy.
W grudniu 1919 roku powiat dziśnieński okręgu wileńskiego ZCZW zamieszkiwały 193 263 osoby, z których 38,6% zadeklarowało się jako Polacy, 24,0% – Białorusini, 2,7% – Żydzi, 1,0% – Litwini, 33,7% – przedstawiciele innych narodowości (głównie Rosjanie). Na terytorium powiatu znajdowało się 3118 miejscowości, z których 3 miały ponad 1 tys. mieszkańców. Największą z nich była Dzisna z 4445 mieszkańcami.

## Oświata
W powiecie dziśnieńskim okręgu wileńskiego ZCZW w roku szkolnym 1919/1920 działało 89 szkół powszechnych. Ogółem uczyło się w nich 3266 dzieci i pracowało 112 nauczycieli.

## Przemysł
W dwudziestoleciu międzywojennym powiat produkował najwięcej lnu w Polsce.

## Podział administracyjny

### Gminy
- Bohiń[11]
- Czeress[11]
- Czerniewicze
- Druja[11]
- Głębokie[12].
- Hermanowicze
- Jazno
- Jody[11]
- Leonpol[11]
- Łużki
- Mikołajów
- Miory[11]
- Nowy Pohost[11]
- Orzechowo[13]
- Plissa
- Prozoroki
- Przebrodzie[11]
- Stefanpol
- Szarkowszczyzna[14]
- Wierzchnie[15].
- Zalesie
- Tumiłowicze[16]
- Dokszyce[16]
- Porpliszcze[16]
- Parafianów[16]

### Miasta
- Dzisna
- Głębokie

### Miasteczka
- Druja

Na jego terenie dziś leżą następujące rejony:
- głębocki
- postawski
- miorski
- szarkowszczyński
- dokszycki

## Starostowie

### I RP
- Barkułab Iwanowicz Korsak (1566)
- Jerzy Mikołajewicz Zenowicz (1577)
- Paweł Pac
- Józef Korsak (1616 – 1643)
- Feliks Jan Pac (1648)
- Ambroży Koziełł-Poklewski
- Michał Koziełł-Poklewski

### II RP
- Bronisław Przecieszewski (1922)
- Zygmunt Kowalewski (30 listopada 1923 –)[17]
- Marian Jankowski (28 kwietnia 1930 –)
- Jerzy Albin de Tramecourt (wrzesień 1931 – kwiecień 1932)
- Ludwik Muzyczka (listopad 1933 – marzec 1935)
- Wiktor Suszyński (1936)